# Contracting und Recht
Die Contracting und Recht (CuR) ist eine juristische Fachzeitschrift. Sie wurde im Jahr 2004 gegründet und erscheint vierteljährlich.

## Inhalt
Die CuR befasst sich schwerpunktmäßig mit rechtlichen Aspekten des Energie-Contracting und der Energieeffizienz. Daneben behandelt sie Themen, die im Zusammenhang mit der Planung und Umsetzung dezentraler Energieversorgungskonzepte stehen, insbesondere Nah- und Fernwärme, Kraft-Wärme-Kopplung und energetische Modernisierungen.
Ein weiterer Schwerpunkt liegt im Energiesteuer- und Stromsteuerrecht, sofern hierbei dezentrale
Energieversorgungskonzepte berührt werden.

## Herausgeber und Verlag
Herausgegeben wird die CuR von Andreas Klemm, Caspar Baumgart, Olaf Otting und Roland M. Stein in Zusammenarbeit mit dem Forum Contracting e. V.
Die CuR erscheint im Bodak Verlag in Düsseldorf. Der Verlag wurde in der Rechtsform einer GmbH  im Dezember 2009 gegründet und übernahm die Zeitschrift zu Beginn des Jahres 2010 vom Verlag Energie und Umwelt. Im Bodak Verlag erscheint neben der CuR auch die Recht der Erneuerbaren Energien (REE).